# Arboretum
Arboretum je nasad raznovrsnoga domaćega i stranoga drveća i grmlja koji služi za znanstvene, uzgojne i dekorativne svrhe. U arboretumu se proučavaju biološka svojstva i odnosi različitih drveća i grmlja. Razmještaj biljnoga materijala u arboretumima odgovara ekološkima i umjetničkima zahtjevima vrtne arhitekture. Arboretum se također može kombinirati i s botaničkima i drugima vrtovima.

## Etimologija
Riječ arboretum dolazi od latinskih riječi arbor, arboris, što znači drvo. 

## Funkcija i sadržaj arboretuma
Osim znanstveno-obrazovne arboretum ima i dekorativnu dekorativne ulogu, kao i sanitarno-higijenski značaj. Arboretumi se osnivaju u sklopu različitih relevantnih institucija ili botaničkih vrtova, ali se mogu podizati i kao javne zelene površine – parkovi.
- Znanstveno-obrazovna funkcija ogleda se u mogućnosti odvijanja praktične nastave iz relevantnih područja (botanika, šumarstvo i sl). U njemu se proučavaju biološka svojstva drvenastih vrsta i njihovi međusobni odnosi i vrše druga multidisciplinarna istraživanja. U Hrvatskoj su svi arboretumi zakonom zaštićeni.
- Dekorativna funkcija arboretum ispunjava uklapajući se u sustav zelenila okolnoga prostora. Svojima kompozicionima rješenjima i raznovrsnošću biljaka svakako doprinosi u velikoj mjeri pejzažu, a svakako predstavlja reprezentativnu zelenu površinu.
- Sanitarno-higijenska funkcija zasniva se na činjenici da su arboretumi najčešće velike zelene površine i samime time imaju veliki utjecaj na smanjenje onečišćenja zraka, smanjenju buke, regulaciju temperature i vlažnosti zraka i druge vrste zagađenja.[2][3]

Arboretum koji sadrži samo četinjače, naziva se pinetum. Slična zbirka, koja na jednom mjestu sadržava različite nasade vinove loze zove se viticetum. Grmove ćemo naći u fruticetumu (latinski: frutex – grm).

## Arboretum i botanički vrt
Arboretumi su botanički vrtovi u kojima se uzgajaju samo drvenaste vrste – drveće i grmlje, dok se u botaničkima vrtovima u šireme smislu uzgajaju raznovrsnije biljke. U arboretumima najčešće nema staklenika, već se biljke sade na otvorenome.
Pri podizanju arboretuma kriteriji za izbor biljaka se razlikuju od onih u hortikulturnome oblikovanju drugih prostora, kao što su parkovi, perivoji i vrtovi, jer ako se osim znanstvene i obrazovne funkcije vodi računa i o estetskome izgledu, arboretum neće biti samo skupina bez reda posađenih eksperimentalnih biljaka, već i prostor ugodan za boravak.
Osim toga, unošenje novih biljnih vrsta u arboretum može doprinijeti bioraznolikosti i širega područja, ali i imati negativne posljedice, zbog čega prije unošenja svake nove vrste neophodno je provjeriti njenu moguću invazivnost.

## Arboretumi u svijetu
- Arboretum Westonbirt, Gloucestershire, Engleska
- Arboretum Lussich, Departman Maldonado, Urugvaj
- Abney Park Cemetery, London, Njemačka
- Arboretum Noor, Baggböle, Švedska
- Botanički vrt i arboretum Greifswald, Greifswald, Njemačka
- Arboretum Robert Lenoir, Rendeux, Belgija
- Arboretum Carambolo, Camas, Španjolska

- Jedan od najstarijih arboretuma u svijetu je Arboretum pri botaničkome vrtu u Tokyju. Smatra se da je ovaj arboretum osnovan prije oko 800 godina.
- Najveća zbirka drvenastih vrsta umjerenoga pojasa nalazi se u sastavu Kraljevskih botaničkih vrtova u Kewu (engleski: Kew Gardens) pored Londona. Osnovani su 1848. godine.
- Među najstarije arboretume u Europi ubraja se Arboretum Trsteno kod Dubrovnika. Osnovala ga je krajem 15. stoljeća dubrovačka plemićka obitelj Gučetić-Gozze. Poznat je po zbirci sredozemnih i egzotičnih biljaka. Kao spomenik prirode zaštićen je od 1948. godine.[1]

## U Hrvatskoj
Prvi arboretum na svijetu jest onaj u Trstenom; sa sigurnošću se može reći da je 1492. godine već postojao. Tada izgrađeni 15 metara dugi akvedukt još je i danas u funkciji.
Danas u Hrvatskoj postoje pet arboretuma: Arboretum Trsteno kraj Dubrovnika,  Arboretum Lisičine u selu Lisičine kraj Voćina u Slavoniji, Arboretum Opeka u općini Vinica kod Varaždina i Arboretum Šumarske i drvodjeljske škole u Karlovcu i Arboretum Gaj kod Imotskog.

## U Srbiji
- Arboretum Šumarskog fakulteta u Beogradu u kojemu raste preko 300 drvenastih vrsta, grmlja i unutarvrsnih taksona, predstavljenih s preko 2000 primjeraka, od toga 218 listopadnih i 24 četinarskih vrsta. Od ovoga broja 77 su domaće vrste drveća i grmlja, a 146 uvezene. Otvoren je za javnost. Zaštićen je zakonom kao Spomenik prirode III. kategorije.[7]
- Arboretum Pokrajinskog zavoda za zaštitu prirode u Novome Sadu predstavlja zbirku isključivo autohtonih vrsta koje rastu na Fruškoj gori. Dizajniran je u slobodnome pejzažnome stilu vrtne umjetnosti.[8]

## Vanjske poveznice
- Arboretum Hrvatska enciklopedija
- Arboretum, Proleksis enciklopedija
- Arboretum, Encyclopædia Britannica